# Juli Zeh
Juli Zeh, nemška pravnica in pisateljica, * 30. junij 1974, Bonn, Nemčija. 
Za svoje ustvarjanje je bila odlikovana s številnimi knjižnimi nagradami. Znana pa je tudi po svojem družbeno-političnem angažiranju.

## Življenje
Juli Zeh je hčerka bivšega direktorja Nemškega zveznega parlamenta, Wolfganga Zeha.
Obiskovala je pedagoško srednjo šolo Otta Kühneja v Bonnu, kjer je tudi opravila maturo. Nato je sledil študij prava, s poudarkom na človekovih pravicah, v Passauu, Krakovu, New Yorku in Leipzigu. Po opravljeni praksi pri OZN v New Yorku, je sledil magistrski študij „Pravo evropske integracije“, ki ga je zaključila s pridobitvijo magisterija znanosti »LL. M. Eur. – Master of European Laws«.
S študijem na Nemškem inštitutu za književnost Leipzig je Juli Zeh pričela leta 1996, še preden je končala študij prava, ter ga leta 2000 uspešno zaključila. Medtem je svoj sloves s področja književnosti uporabila tudi v politične namene. Tako spada med avtorje, ki so leta 2005 na zvezno-parlamentarnih volitvah, na poziv nemškega umetnika Günterja Grassa, javno podprli rdeče-zeleno koalicijo (koalicijo med nemškimi socialdemokrati ( stranka: SPD) in zelenimi (stranka: Die Grünen)). Leta 2009 je med drugim bila tudi članica 13. zvezne skupščine za izvolitev nemškega zveznega predsednika. Prav tako kot predstavnica za zaščito živali, javno podpira organizacijo »Štiri tace – (Vier Pfoten)«.
Leta 2010 je Juli Zeh na Saarlandski univerzi v Saarbrückenu doktorirala iz prava. Njena disertacija obravnava zakonodajno dejavnost prehodne uprave ZN. Zanjo je bila odlikovana z  »Nemško študentsko nagrado (Deutscher Studienpreis)« hamburške fundacije Körber, ki jo vsako leto podeli predsednik nemškega zveznega parlamenta. Prav tako je članica Društva nemških pisateljev – »PEN-Zentrum Deutschland«.
Od leta 2007 živi Juli Zeh v Barnewitzu,  v okrožju Havellanda, v zvezni deželi Brandenburg. Juli Zeh je poročena in mati.

## Politična stališča
Januarja leta 2008 je Juli Zeh vložila pritožbo proti biometričnim potnim listom na nemško zvezno ustavno sodišče. Po njenem mnenju obvezno vsebovanje prstnih odtisov v potnih listih ni učinkovit ukrep "varnostne politike", temveč predstavlja le nesmiseln poseg v temeljne pravice posameznika, ter pri tem hkrati predstavlja temeljni problem v svobodnjaški družbi. Do sedaj politiki še niso obrazložili, kako naj bi ta ukrep preprečil teroristične napade, saj v nobenem do sedaj izpeljanem ali načrtovanem atentatu ponarejen potni list ni imel pomembnejše vloge. Zavzema se za tako predstavo človeka, kateremu človek nato načeloma ne bi predstavljala potencialne nevarnosti, tako zanj kot za ostale. Zvezno ustavno sodišče  je tožbo, zaradi formalnih razlogov, zavrnilo.    
Po razkritju NSA-afere je Juli Zeh julija 2013 v odprtem pismu pozvala nemško kanclerko Angelo Merkel k „ustreznemu ukrepanju“  in zahtevala, da se ljudem v državi pove vsa resnica o prisluškovanju NSA. 18 septembra 2013 je Urad vlade za komuniciranje skupaj s približno 20 pisatelji predala pismo, pod katerega se je podpisalo prek 67.000 ljudi.
V sledečih intervjujih, je Juli Zeh pojasnila svoje stališče glede te tematike. V intervjuju za Frankfurter Rundschau je poudarila pomen zasebnosti za identiteto človeka. Pri tem je opozorila na izjavo zveznega ustavnega sodišča, da človek, ki je opazovan, ni več svoboden človek. Opozorila pa je tudi na rezultate vedenjske psihologije, ki so pokazali, da se človek – prav tako kot pes – drugače odzove, ko se počuti opazovanega. V pogovorni oddaji »Günther Jauch« sta gosta Juli Zeh in Ranga Yogeshwar to izgubo nadzora nad lastnim življenjem ponazorila, kot nekakšno posledico opazovanja in nadzorovanja.

## Literarno ustvarjanje
Prvi roman Juli Zeh, Orli in angeli – prevod v 31 jezikov – se odvija v okolju mednarodno aktivnih pravnikov in mamilarske mafije. Ustrezno biografiji avtorice, ima roman pravno vsebino:  obravnava človekove pravice in s tem „posebno pravno obliko, ki si pravzaprav le delno zasluži naziv – Pravo“, saj je še vedno sredi nastajanja, ter se hkrati neprestano sooča z lastnim propadom in z lastno neučinkovitostjo.
Prizorišče dela: Sla po igri je gimnazija v Bonnu,  domačem kraju Juli Zeh. Protagonisti so šolarji in učitelji te šole. Na podlagi njihovega vedenja in njihovih stališč se obravnava pravno-filozofsko vprašanje glede objektivnega obstoja prav in narobe. Z odlomkom iz tega romana, se je Juli Zeh leta 2004, neuspešno, potegovala za »nagrado Ingeborg Bachmann  (Ingeborg-Bachmann-Preis)«. Njeno besedilo je naletelo na deljen odziv žirije. Roman je kljub vsemu, dosegel širšo publiko in dobil predvsem pozitivne recenzije v nemških feljtonih. Bernhard Studlar je na podlagi tega romana izdelal istoimensko gledališko igro, ki je doživela krstno uprizoritev 16. marca 2006 v »Deutsches Schauspielhaus Hambur«, ter jo od začetka leta 2007 uprizarjajo  tudi v » Junges Theater Bremen«.
Potopis Tišina je hrup: potovanje po Bosni je nastal kot produkt njenega popotovanja po Bosni in Hercegovini v poletju leta 2001. V Bosno se je odpravila, da bi čim bolj pravilno odgovorila na vprašanje, zakaj je tam prišlo do vojne in kdo jo je začel. Prav tako delo pripoveduje o globokem razočaranju in zbeganosti domačinov, zaradi neupoštevanja njihove države s strani ZN in zaradi nevidnosti s strani EU.
»Pes teče skozi republiko  (Ein Hund läuft durch die Republik)«, je antologija s pripovedmi,  mladih Bošnjakov o razmerah v  njihovi državi, ki jo je izdala skupaj s Davidom Finckom in Oskarjem Tersom v nemškem jeziku.  
»Mali pogovorni leksikon za hišne pse (Kleinr Konversationslexikon für Haushunde)«, s fotografijami Davida Fincka, je izšel leta 2005.  V njem hišni pes Othello obrazloži pisateljici svet, kakršen je v resnici in sicer iz pasjega zornega kota.
Delo »Vse na travniku (Alles auf dem Rasen)« je izšlo v marcu leta 2006  in je zbirka 30 esejev.
Leta 2007 objavljeni roman »Trsje (pri tem je mišljena močvirska ali vodna rastlina)  – (Schilf)« povezuje kriminalno dogajanje, z dvema elitnima fizikoma z razglabljanjem o fenomenu časa. Še istega leta pa je bil roman s strani Betinne Bruinier in Katje Friederich preoblikovan v dramo, ter 13 decembra leta 2007 v ljudskem teatru München krstno uprizorjen. Za uprizoritev je časnik Münchner Abendzeitung, Betinno Bruinier odlikoval z nagrado »Zvezda leta (Stern des Jahres)«. Leta 2012 pa je v dunajskem  »Kosmos Theater« sledila še avstrijska krstna uprizoritev tega dela. 
Gledališka igra »Corpus Delicti« se odvija v letu 2057. Osnova celotne države je postala »metoda«, to pomeni, da država svoje državljane sili k zdravstvenim preventivam in pri tem celo  kajenje cigaret obravnava kot kaznivo dejanje. Dramo so leta 2007 krstno uprizorili na vsakoletnem mednarodnem umetniškem festivalu »Ruhrtriennale« v Porurju. Istoimenski roman »Corpus Delicti« pa je izšel leta 2009. »Corpus Delicti – zvočna novela« je Juli Zeh razvila leta 2009 skupaj z glasbeno skupino Slut,  kot mešanico radijske igre in glasbe. Pri živi priredbi so bili dodatno vključeni še nekateri elementi iz umetnosti videa in teatra.
Prav tako leta 2009 Juli Zeh skupaj z Ilijo Trojanowim objavila knjigo »Napad na svobodo:  blodnja varnosti, država nadzora in razgradnja državljanskih pravic (Angriff auf die Freiheit: Sicherheitswahn, Überwachungsstaat und der Abbau bürgerlicher Rechte)«. V okviru predstavitve te knjige sta avtorja kritizirala državo, ki pod pretvezo "boja proti terorizmu" vedno bolj vdira v zasebnost svojih državljanov.
Leta 2010 je kot gostja v dokumentarnem filmu »Norost – anatomija nedoumljivega (Amok – Anatomie des Unfassbaren)« Juli Zeh razpravljala o vzrokih strelskih pohodov, pobojev, . . .
Leta 2012 objavljeni roman »Čas nič  (Nullzeit)«, opisuje z dveh različnih perspektiv ljubezensko razmerje med tremi osebami, ki se razvije med potapljaškim dopustom na španskem otoku Lanzarote. Roman je po besedah avtorice tako »psihološki triler« kot tudi »ljubezenski roman«. V njem se odseva tudi navdušenje Juli Zeh nad športnim potapljanjem, katerega se je naučila leta 2010. 

## Motivi
Pisanje Juli Zeh se vrti okoli antagonizma oz. nasprotovanja med kaosom in redom, pri tem pa se sprašuje, če in kako se lahko misel in morala ponovno vzpostavita, ko tradicionalne vrednote postanejo brez vsakršnega pomena. Ponavljajoči motivi so vprašanja o izgubljenih povezavah, nosilnih normah in zasebnosti v družbi individualizma in globalizacije, v kateri ni mogoče več prepoznati skupne odgovornosti za svetovno skupnost. V oddaji »Filozofski kvartet (Philosophisches Quartett)« je Juli Zeh maja 2011 na temo: „So skupnosti sposobne učenja?“  izrekla svoj „najljubši stavek“
„Demokracija ni postopek z namenom, da se doseže dober cilj. [...] Demokracija ni metoda za določitev najboljšega rezultata, ampak je le metoda za razpršitev moči.“ 
Literarno pisanje je, tako Zeh, v trenutku, ko nastaja besedilo, izključno komunikacija s samim seboj. Literarno-teoretično se avtorica vidi v  sozvočju oz. v koraku z "modo" ter se ne označuje za zagovornico namernega pisanja, ampak daje na nam vsem dobro znano vprašanje, ki ga v šolah še vedno radi postavijo, – „Kaj nam želi avtor s tem povedati?“, – odgovor „Nič!“.
Hkrati je pri tem avtorica mnenja, da se zgodbe ne pišejo zato, ker pač nekaj deluje, ampak se pišejo vedno le o nečem, kar ne deluje.
Zanjo je odločilnega pomena, da najde marginalno razliko med fikcijo in realnostjo.
Juli Zeh je že od nekdaj rada veliko brala in  si pri tem kot otrok rada predstavljala, da je ena izmed protagonistov v romanu. Prav tako je priznala, da so ji diagnosticirali tudi lažjo obliko shizofrenije

## Nagrade
- 1999: Nagrada revije  Humboldt Forum Recht
- 2000: Nagrada Caroline Schlegel (Caroline-Schlegel-Preis)  za esejistiko
- 2002: Nemška književna nagrada (Deutscher Bücherpreis)
- 2002: Literarna nagrada Rauriser (Rauriser Literaturpreis), avstrijske zvezne dežele Salzburg.
- 2002: Bremerška literarna nagrada (kot podpora nadobudnih književnikov)  (Förderpreis des Bremer Literaturpreises)
- 2003: Nagrada Ernstsa Tollerja (Ernst-Toller-Preis)
- 2003: Hölderlinova nagrada (kot podpora nadobudnih književnikov) (Hölderlin-Förderpreis)
- 2005: Nagrada Per Olova Enquista (Per-Olov-Enquist-Preis)
- 2009: Literarna nagrada Carla Ameryja (Carl-Amery-Literaturpreis)
- 2009: Literarna nagrada Solothurnerja (Solothurner Literaturpreis)
- 2009: Literarna nagrada Gertyja Spiesa (Gerty-Spies-Literaturpreis)
- 2010: Docentura Poetike Tübingen (Tübinger Poetik-Dozentur)
- 2013: Frankfurtska predavanja Poetike (Frankfurter Poetik-Vorlesungen)
- 2013: Nagrada Thomasa Manna (Thomas-Mann-Preis)

## Dela

### Knjige
- Orli in angeli (Adler und Engel, 2003; sl. 2009)
- Sla po igri (Spieltrieb, 2004; sl. 2011)
- Tišina je hrup : potovanje po Bosni (Die Stille ist ein Geräusc, 2002; sl. 2007)
- Pravica vstopa? Zahteve držav kandidatk do Evropske unije (Recht auf Beitritt? Ansprüche von Kandidatenstaaten gegen die Europäische Union, 2002)
- Pes teče skozi Republiko (Ein Hund läuft durch die Republik, 2004)
- Mali pogovorni leksikon za hišne pse (Kleines Konversationslexikon für Haushunde. Schöffling, 2005)
- Vse na travniku (Alles auf dem Rasen, 2006)
- Trsje (Schilf, 2007)
- Napad na svobodo:  varnostna blodnja, država nadzora in razgradnja državljanskih pravic (Angriff auf die Freiheit: Sicherheitswahn, Überwachungsstaat und der Abbau bürgerlicher Rechte, 2009)
- Prehodno pravo.  Pravno postavljena dejavnost prehodne administracije, na primeru UNMIK na Kosovu in OHR v Bosni in Hercegovini (Das Übergangsrecht. Zur Rechtsetzungstätigkeit von Übergangsverwaltungen am Beispiel von UNMIK im Kosovo und dem OHR in Bosnien-Herzegowina, 2011)
- Vsiljena obogatitev. Tübingerska docentura Poetike 2010 (Aufgedrängte Bereicherung. Tübinger Poetik-Dozentur 2010, 2011)
- Čas nič  (Nullzeit, 2012)
- Podarjena ura: Zgodba (Die Geschenkte Stunde: eine Geschichte, 2012)
- Diktatura demokracije. Zakaj ne morejo države obstajati brez prava (Die Diktatur der Demokraten. Warum ohne Recht kein Staat zu machen ist, 2012)
- Vleka ladij. Frankfurtska predavanja Poetike (Treideln. Frankfurter Poetikvorlesungen, 2013)
- Dobro jutro fantje in dekleta. Gledališke igre (Good Morning, Boys and Girls. Theaterstücke, 2013)
- Kaj je na izbiro? O prihodnosti politike (Was steht zur Wahl? Über die Zukunft der Politik, 2013)

### Knjige za otroke
- Dežela ljudi (Das Land der Menschen, 2008)
- Feldmann in Lammer (Feldmann und Lammer, 2013)

### Gledališke igre
- Corpus Delicti (Corpus Delicti)
- Kaktus (Der Kaktus)
- Dobro jutro fantje in dekleta (Good Morning Boys and Girls)
- Trst (Schilf) UA: 13. Dezember 2007, Münchner Volkstheater
- 203, UA: 22. April 2011, Kleines Haus, Schauspielhaus Düsseldorf

### Radijske igre
- Orli in Angeli (Adler und Engel  - MDR Figaro, 2006)
- Pod kozarcem (Unter Glas -  SWR2, 2008)
- Modra gora (Blue Mountain - SWR2, 2010)
- Čas nič (Nullzeit - SWR2, 2013)

### Kratke zgodbe
- Dvorišče (Der Hof, 2002)
- Sovražna zelena (Feindliches Grün, 2003)

## Internetne povezave
- Webpräsenz von Juli Zeh
- Juli Zeh na spletni filmski podatkovni zbirki IMDb
- 8 Videoclips Antworten zu Fragen zur Kunst Arhivirano 2008-10-29 na Wayback Machine. – im Rahmen von documenta-dock.net
- „Die Allerunausstehlichste – Ein unerledigter Fall in gebotener Kürze“ – Kritik in der Titanic
- „Peter Voß fragt die Schriftstellerin Juli Zeh: Freiheit, Freiheit über alles?“ (mit 45 min Video) Arhivirano 2013-12-20 na Wayback Machine. – Aus der Sendereihe Bühler Begegnungen auf 3sat
- Audiomitschnitt der Sendung Studio LCB: Juli Zeh liest auf Lesungen.net aus "Corpus Delicti" (2009) Arhivirano 2013-10-29 na Wayback Machine.